# Cerapteryx nigrescens
Cerapteryx nigrescens är en fjärilsart som beskrevs av Barend J. Lempke 1964. Cerapteryx nigrescens ingår i släktet Cerapteryx och familjen nattflyn. Inga underarter finns listade i Catalogue of Life.